# Podunajské Biskupice
Podunajské Biskupice (en húngaro: Pozsonypüspöki) es un barrio de Bratislava en el distrito Bratislava II. Está situado en la parte oriental de la ciudad, al sur de las zonas urbanas Vrakuňa y Ružinov y un área de 42,5 km ² (haciéndolo la parte más grande de la ciudad de Bratislava).

## Monumentos e iglesias
En Podunajské Biskupice, se establecieron los romanos, se encontró una inscripción en latín en la roca, que originalmente se encontraba cerca de la iglesia parroquial con el sello del campamento romano del año 230.
En la Iglesia de San Nicolás (Petržalka) de 1221. La ciudad es también el hogar de la la mansión de Albert George, y de la Columna de la Peste del año 1730.
Hay un monasterio  Santa Cruz Hermanas de la Misericordia. El monasterio  Iglesia de San. Cruz donde se conservan las reliquiasde  Zdenka Schelingová, que fue enterrada en el cementerio local en 2003.

## Alcaldes
-1994 - 2002 - Viliam Nagy
-2002 - 2006 - Oto Nevický
-2006 - 2018 - Alžbeta Ožvaldová
-2018 - 2022 Zoltán Pék
-2022 - Roman Lamoš

## Nombre
El nombre en húngaro es Pozsonypüspöki. En alemán Bischdorf. Y en eslovaco en 1920 fue Biskupice. En 1927 Biskupice pri Dunaji y  Podunajské Biskupice desde 1944.
El nombre de Biskupice señala que el pueblo era propiedad del obispo.

## Incorporación
En 1944 la aldea Podunajské Biskupice se unió a  Komárov. Y en enero de 1972 comenzó a formar parte de Bratislava.

## Ciudad Hermanada
-Orth an der Donau (Austria)  - desde 2006